# 布朗茨維爾 (喬治亞州)
布朗茨維爾（英語：Blountsville）是位於美國喬治亞州瓊斯縣的一個鬼鎮。由於此地已於1899年被荒廢，本地已無人居住。

## 地理
布朗茨維爾的座標為33°06′35″N 83°28′55″W / 33.10972°N 83.48194°W，而該地的平均海拔高度為168米（即551英尺）。